# Nakajima G5N

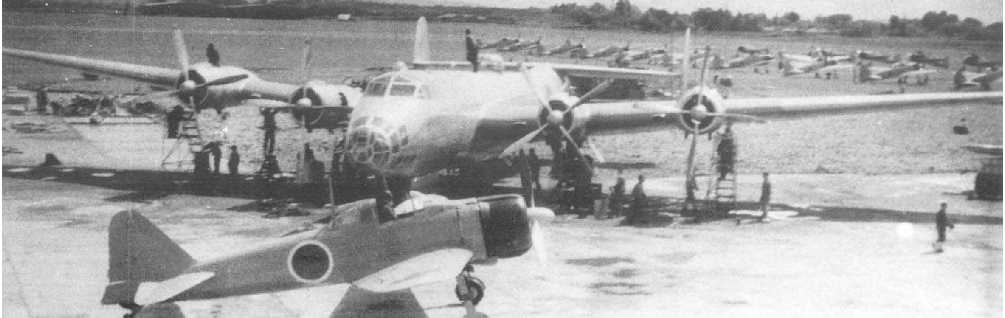
G5N1 na lotnisku fabrycznym

Nakajima G5N Shinzan – japoński ciężki samolot bombowy wyprodukowany w wytwórni Nakajima dla lotnictwa Japońskiej Cesarskiej Marynarki Wojennej na początku lat 40. XX wieku. Maszyna nie spełniła pokładanych w niej nadziei i cztery z sześciu zbudowanych prototypów zmodyfikowano do wersji transportowej. W nomenklaturze wojsk alianckich oznaczony kodem Liz.

## Historia

### Geneza
Pionierem w budowie i wykorzystaniu ciężkich bombowców w Japonii było lotnictwo Cesarskiej Armii Japońskiej, za to taktyka wykorzystania lotnictwa przez Cesarską Marynarkę Wojenną nie przewidywała użycia tego typu maszyn. Sytuacja uległa zmianie wraz z zaangażowaniem się lotnictwa Marynarki w działaniach prowadzonych podczas wojny chińsko-japońskiej na przełomie lat 30. i 40. XX w. Średnie bombowce Mitsubishi G3M z powodzeniem były wykorzystywane w działaniach bojowych nad chińskim terytorium. Ich słabą stroną pozostawał niewielki zasięg i mały udźwig środków bojowych. Aby temu zaradzić, Wydział Techniczny Lotnictwa Cesarskiej Marynarki Wojennej zwrócił się w 1938 roku do zakładów Nakajima z propozycją budowy ciężkiego, czterosilnikowego bombowca strategicznego. Opracowano wymagania techniczne oznaczone jako 13-Shi, które powinna spełniać nowa maszyna. Zakładano osiągnięcie prędkości rzędu 444 km/h, zasięgu 6500 – 8330 km (w zależności od masy przenoszonego uzbrojenia) i udźwigu bomb rzędu 2000 – 4000 kg. Samolot miał posiadać silne uzbrojenie defensywne, aby był w stanie samodzielnie obronić się przed atakami nieprzyjacielskich myśliwców podczas długodystansowych lotów.

### Projekt
Głównym problemem, przed jakim stanęli japońscy konstruktorzy, był brak doświadczenia w projektowaniu tego typu maszyn. Bardzo duże rozmiary nowego samolotu stwarzały wiele trudności: od braku odpowiedniego podwozia po konstrukcję czterosilnikowego napędu. W zaistniałej sytuacji postanowiono sięgnąć po rozwiązania zagraniczne. W 1938 roku w Stanach Zjednoczonych oblatany został duży, czterosilnikowy samolot pasażerski Douglas DC-4E. Była to konstrukcja eksperymentalna (E-experimental) przeznaczona do przewozu 42 pasażerów. Maszyna produkcji firmy Douglas Aircraft Company okazała się jednak być konstrukcją nieudaną. Linie lotnicze wyraziły zainteresowanie zdecydowanie bardziej ekonomicznym samolotem Boeinga, pasażerskim Boeing 307 Stratoliner i Douglas nie mógł liczyć na uruchomienie produkcji seryjnej swojego modelu. W 1939 roku samolot przekazano liniom United Air Lines i wkrótce potem wystawiono na sprzedaż. Japończycy w pasażerskim DC-4E zobaczyli samolot bombowy i podjęto decyzję o zakupie maszyny, w której zastosowane rozwiązania techniczne miały stać się wzorem dla nowo projektowanego bombowca. Od wybuchu wojny z Chinami Stany Zjednoczone wprowadziły zakaz eksportu do Japonii samolotów, które mogły mieć zastosowania militarne, dlatego też oficjalnie DC-4E został nabyty przez Cesarskie Japońskie Linie Lotnicze (Wielkie Japońskie Linie Lotnicze) jako cywilny samolot pasażerski. Prawdopodobnie przedstawiciele Douglasa zdawali sobie sprawę z potencjalnych zastosowań użytych w budowie DC-4E rozwiązań konstrukcyjnych, jednak kiepska opinia o DC-4E sprawiła, że wyrażono zgodę na transakcję. W październiku 1939 roku, w stanie rozmontowanym drogą morską maszyna trafiła do Japonii. Po zmontowaniu samolotu dokonano jego oblotu, a następnie w tajemnicy przekazano inżynierom Nakajimy, którzy ponownie rozmontowali samolot i poddali gruntownym badaniom. Na podstawie ich wyników w 1939 roku gotowy był pierwszy prototyp nowego bombowca, który otrzymał oznaczenie Nakajima G5N. W konstrukcji prototypu wykorzystano skrzydła, instalacje zespołu napędowego, gondole silnikowe oraz podwozie z DC-4E, od nowa zaprojektowano kadłub oraz przeprojektowano usterzenie ogonowe samolotu. Do napędu zamierzano wykorzystać nowo projektowane silniki gwiazdowe Nakajima NK7A Mamoru 11.
Gotowy prototyp oznaczony jako G5N1 po raz pierwszy wzbił się w powietrze 10 kwietnia 1941 roku (niektóre źródła za datę oblotu podają 20 grudnia 1939 rok). Nakajima G5N był pierwszym czterosilnikowym samolotem japońskiej Marynarki bazującym na lądzie oraz pierwszym japońskim samolotem z trójpodporowym podwoziem z przednim podparciem chowanym w locie. Przewidywania Douglasa o bezużyteczności DC-4E w roli samolotu bojowego okazały się słuszne. Brak dopracowanych silników NK7A zmusił konstruktorów do użycia w prototypie silników Mitsubishi MK4B Kasei 12. Ich moc okazała się jednak za mała, jak na tak dużą i ciężką konstrukcję. Samolot był ociężały, z trudem reagował na polecenia załogi, jego prędkość i zasięg mocno odbiegały od oczekiwań Marynarki. Aby przeciwdziałać zaistniałej sytuacji zdecydowano radykalnie odciążyć samolot, ograniczając między innymi liczbę paneli kadłubowych, a tym samym zmniejszając liczbę połączeń nitowych. Nowy prototyp z docelowymi, ale nadal niedopracowanymi silnikami NK7A otrzymał oznaczenia G5N2. Jednak i on okazał się być za duży i za ciężki jak na możliwości nowych jednostek napędowych i cały program budowy ciężkiego bombowca został anulowany.
Wybudowane cztery prototypy przebudowano na samoloty transportowe (do modyfikacji użyto dwóch G5N1 i dwóch G5N2). Na wszystkich zamontowano silniki NK7A, zmniejszono liczbę stanowisk strzeleckich demontując grzbietową wieżyczkę strzelecką oraz likwidując ogonowe i podkadłubowe stanowisko strzeleckie. Komora bombowa została przerobiona na komorę ładunkową. Tak zmodyfikowane samoloty otrzymały oznaczenie G5N2-L Model 12 przewoziły 20 - 25 żołnierzy z pełnym wyposażeniem i dwa lekkie działa polowe.

## Służba
Samoloty G5N2-L Model 12 trafiły do 1021. Grupy Transportowej, gdzie latały na trasach pomiędzy Japonią a Formozą, Filipinami, Marianami i Hongkongiem. Przewoziły pasażerów, broń, amunicję, lekarstwa, pocztę, przywożąc do Japonii między innymi prochy poległych i tropikalne owoce. W jednostce samoloty otrzymały oznaczenia kolejno 21-01, 21-02, 21-03 i 21-05, brak oznaczenia 04 wiąże się z tym, że znak oznaczający cyfrę 4 w języku japońskim może być odczytywany również jako „śmierć”. 19 kwietnia 1944 roku w katastrofie lotniczej utracono maszynę 21-02, na pokładzie której zginęły 23 osoby. W czerwcu tego samego roku w wyniku amerykańskiego bombardowania lotniska na Tinian utracono egzemplarz 21-01. Pozostałe dwa samoloty przeniesiono z 1021. Grupy Transportowej do Grupy Powietrznej „Sagami”, w której służyły przez miesiąc, aby następnie trafić na lotnisko Atsugi, gdzie zastał je koniec wojny.

## Konstrukcja
Nakajima G5N był czterosilnikowym, całkowicie metalowym (z wyjątkiem płóciennego pokrycia sterów i lotek), wolnonośnym średniopłatem (w odróżnieniu od DC-4E, który był dolnopłatem). Skrzydło proste o trapezowym obrysie. Wolnonośne usterzenie z podwójnym statecznikiem pionowym. Trójzespołowe podwozie z przednim podparciem chowane w locie, przednie do wnęki w kadłubie, główne do wnęk w skrzydłach. Każda goleń podwozia zaopatrzona w jedno koło.

## Uzbrojenie
Uzbrojenie strzeleckie samolotu składało się z dwóch działek Typ 99-1 kalibru 20 mm umieszczonych w obrotowej wieżyczce umieszczonej na kadłubie i tylnym stanowisku strzeleckim oraz czterech karabinów Typ 97 kalibru 7,7 mm. Jeden z nich umieszczony w dziobie samolotu, jeden w podkadłubowym stanowisku strzeleckim oraz dwa pozostałe po bokach kadłuba. G5N mógł przenosić maksymalnie 4000 kg bomb.

## Wersje
- G5N2-L Model 12 – wersja transportowa o zredukowanej do sześciu osób załodze i zmniejszonej liczbie stanowisk strzeleckich.
- Nakajima Ki-68 – jeszcze przed zbudowaniem pierwszego prototypu G5N samolotem zainteresowało się lotnictwo Cesarskiej Armii Japońskiej. Wydział Techniczny zlecił zakładom Nakajima opracowanie wersji przeznaczonej dla lotnictwa armii lądowej. W 1940 roku gotowy był projekt wstępny samolotu oznaczonego jako Ki-68. Był to w zasadzie G5N, gdyż obydwie konstrukcje miały takie same wymiary, różniąc się jedynie wyposażeniem pokładowym i uzbrojeniem. Problemy z jednostką napędową G5N zaowocowały zleceniem zastosowania w wersji lądowej silnika Mitsubishi Ha-101 (będącego odpowiednikiem MK4B Kasei 12), a następnie Nakajima Ha-103 (odpowiednik NK7A). Nie zdecydowano się na budowę prototypu czekając na pozytywne zakończenie prac nad G5N. W międzyczasie Wydział Techniczny nakazał zaadaptować projekt do silników Nakajima Ha-107 o mocy 2200 KM. Po anulowaniu przez marynarkę całego programu G5N w 1942 roku podobnie uczyniła armia lądowa ze swoim Ki-68.
- Kawasaki Ki-85 – ciężki, strategiczny bombowiec przeznaczony dla lotnictwa armii lądowej, którego projekt oparto na konstrukcji G5N. Bombowiec miał być samolotem zdolnym do lotów na dużych wysokościach. Jednak teoretyczne obliczenia osiągów, jakie mógłby uzyskać samolot dalece odbiegały od oczekiwań armii i wszystkie prace związane z Ki-85 zakończono na etapie wstępnego projektu.